# Бредулец (комуна)
Бредулец (рум. Brăduleț) — комуна у повіті Арджеш в Румунії. До складу комуни входять такі села (дані про населення за 2002 рік):
- Алунішу (25 осіб)
- Бредету (472 особи)
- Бредулец (462 особи)
- Галешу (513 осіб)
- Косач (175 осіб)
- П'ятра (90 осіб)
- Слемнешть (140 осіб)
- Улень (176 осіб)
- Унгурень (96 осіб)

Комуна розташована на відстані 139 км на північний захід від Бухареста, 47 км на північ від Пітешть, 130 км на північний схід від Крайови, 76 км на південний захід від Брашова.

## Населення
За даними перепису населення 2002 року у комуні проживали 2149 осіб.
Національний склад населення комуни:
| Національність | Кількість осіб | Відсоток |
| -------------- | -------------- | -------- |
| румуни         | 2147           | 99,9%    |
| угорці         | 1              | < 0,1%   |

Рідною мовою назвали:
| Мова      | Кількість осіб | Відсоток |
| --------- | -------------- | -------- |
| румунська | 2148           | > 99,9%  |
| угорська  | 1              | < 0,1%   |

Склад населення комуни за віросповіданням:
| Релігія       | Кількість осіб | Відсоток |
| ------------- | -------------- | -------- |
| православні   | 2136           | 99,4%    |
| п'ятдесятники | 6              | 0,3%     |
| адвентисти    | 6              | 0,3%     |
| римо-католики | 1              | < 0,1%   |